# Xhendelesse
 (septembre 2012).
Si vous disposez d'ouvrages ou d'articles de référence ou si vous connaissez des sites web de qualité traitant du thème abordé ici, merci de compléter l'article en donnant les références utiles à sa vérifiabilité et en les liant à la section « Notes et références ».
Xhendelesse ([(h)ɑ̃dlɛs], en wallon : Xhindlesse) est un village et une section de la ville belge de Herve, située en Wallonie en province de Liège, à l'ouest de Verviers. 
C'était une commune à part entière avant la fusion des communes de 1977.
La localité est réputée pour ses anciennes clouteries, ce sont de vieilles bâtisses avec une petite forge où le cloutier travaillait principalement durant l'hiver car la fabrication était considérée comme un travail d'appoint. L'épouse continuait par contre l'activité pendant l'été quand le mari reprenait son travail agricole principal à la fin de la saison morte.

## Géographie

### Quelques lieux-dits
Les Xhawirs, Reneubois, Falhez, La Maison Brûlée, Martinsart, la Belle Pierre et Touwaide.

## Évolution démographique
- Sources : INS, Rem. : 1831 jusqu'en 1970 = recensements, 1976 = nombre d'habitants au 31 décembre.

## Patrimoine et culture

### Patrimoine architectural
- L'église fut construite en 1853. Elle est dédiée à saint Alexandre, car elle possédait à l'époque un reliquaire avec le crâne de Saint Alexandre, reçu après la Révolution française de Jean-Nicolas Closset, moine à l'abbaye de Stavelot. Ce reliquaire se trouve maintenant au Musée du Cinquantenaire à Bruxelles.
- La chapelle Adam : bâtie au XVIe siècle par Adam Leboeuf, puis restaurée en 1839. En 1930, complètement en ruines, elle est détruite et une nouvelle chapelle est reconstruite à un autre endroit dans le carrefour.
- Les anciennes maisons de cloutiers: à une certaine époque, Xhendelesse comptait jusqu'à six clouteries, situées à la cour Maquette. La rue a depuis été renommée et porte le nom de 'rue des Cloutiers'.

## Personnalités liées à la commune
- André Henry (1865-1910), coureur cycliste belge, vainqueur de la première édition de Paris-Bruxelles, né à Xhendelesse.